# São José do Jacuri
São José do Jacuri est une municipalité brésilienne de l'État du Minas Gerais et la microrégion de Peçanha.